# Henryk Ptak
Henryk Ptak (ur. 15 lipca 1896 w Wieliczce, zm. 29 sierpnia 1950 w Krakowie) – polski poeta, uczestnik I wojny światowej, porucznik piechoty Wojska Polskiego. 

## Życiorys
Urodził się 15 lipca 1896 jako siódmy z jedenaściorga dzieci wielickiego górnika Jana i Antoniny z d. Janczyk. W 1915 ukończył VI Gimnazjum w Podgórzu (matura wojenna 1918).
W czasie I wojny światowej walczył w szeregach Batalionu Strzelców Polnych Nr 13. Ukończył szkołę oficerską w Opawie (1916). 1 lutego 1917 mianowany na stopień chorążego. Kilkukrotnie ciężko ranny: 7 września 1915, 6 czerwca 1916 i 29 lipca 1917 . W wyniku odniesionych ran jego prawa ręka pozostała bezwładna . Awansowany na podporucznika rezerwy ze starszeństwem z 1 lutego 1918 i porucznika 1 kwietnia 1920. W 1934, jako oficer stanu spoczynku pozostawał w ewidencji Powiatowej Komendy Uzupełnień Kraków Miasto. Posiadał przydział do Oficerskiej Kadry Okręgowej Nr V. Był wówczas „w dyspozycji dowódcy Okręgu Korpusu Nr V”.
Po wojnie studiował prawo na Uniwersytecie Jagiellońskim w latach 1919–1922. Działał w konspiracji w czasie II wojny światowej. W jego sklepie znajdowała się skrzynka kontaktowa. Przyjaźnił się z Ludwikiem Skoczylasem i Antonim Waśkowskim. Zaangażowany w działalność charytatywną Towarzystwa pomocy im. św. Brata Alberta. Członek Związku Zawodowego Literatów Polskich.
W 1922 ożenił się z wdową po krakowskim kupcu Wilhelmie Ornatowskim – Janiną z d. Dembowską (1890–1946), z którą prowadził sklep z narzędziami lekarskimi przy ul. Mikołajskiej 10 w Krakowie. Żona jego została zamordowana podczas napadu na ich mieszkanie 28 stycznia 1946. Nie mieli dzieci.
Zmarł 29 sierpnia 1950 w Krakowie. Pochowany na cmentarzu Rakowickim w grobowcu rodzinnym: pas 17, rząd zachodni, grób nr K103.

## Twórczość
Tomy poezji
- Kraków - moje miasto., Kraków: Gebethner i Wolff, 1933, OCLC 891164376 [dostęp 2021-12-12] (pol.). Brak numerów stron w książce
- Kraków - moje miasto. Cz. 2,, Kraków: Gebethner i Wolff, 1934, OCLC 891164405 [dostęp 2021-12-12] (pol.). Brak numerów stron w książce
- Kraków żyje w legendzie, Kraków: Gebethner i Wolff, 1935, OCLC 891164720 [dostęp 2021-12-12] (pol.). Brak numerów stron w książce
- Dalekie nawoływania, Kraków: Gebethner i Wolff, 1939, OCLC 891164377 [dostęp 2021-12-12] (pol.). Brak numerów stron w książce

Inne
- Utopia: dramat w 4 aktach, Kraków: nakł. własny, 1937, OCLC 891164404 [dostęp 2021-12-12] (pol.). Brak numerów stron w książce

## Ordery i odznaczenia
- Srebrny Medal Waleczności I klasy – 1917 za udział w bitwie za Czeremoszem i Kutami[4]
- Brązowy Medal Waleczności – 1916 za udział w bitwie pod Dobranocą i Jurowcami[4] [3]
- Krzyż Wojskowy Karola[3]